# Töölö

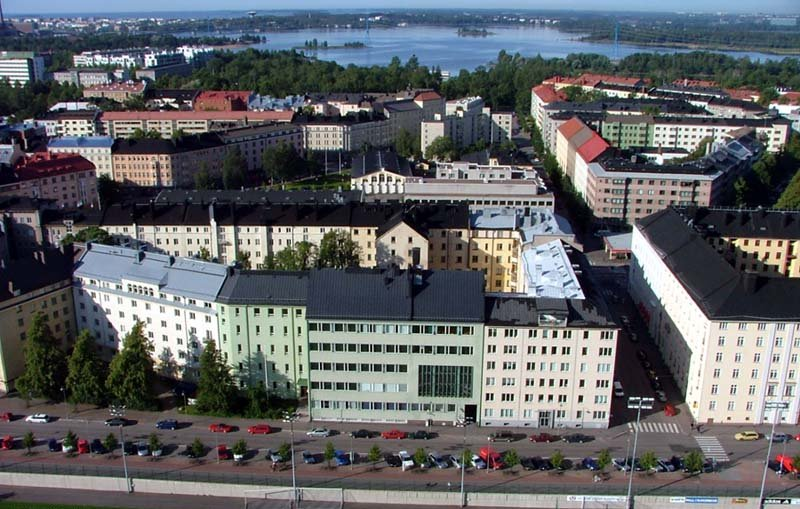
Töölö visto desde la torre del Estadio Olímpico de Helsinki.

Töölö (en sueco Tölö) es la expresión para referirse al conjunto de los distritos de Etu-Töölö (en sueco Främre Tölö) y Taka-Töölö (en sueco Bortre Tölö) en la ciudad de Helsinki, Finlandia, los cuales se encuentran adyacentes al centro de urbano, ocupando el lado oeste de la península de Helsinki. Contrariamente a lo que algunas personas piensan, Töölö no es el nombre oficial de ningún distrito de la ciudad.
Etu-Töölö es un distrito del sur en donde se localizado el Parlamento de Finlandia. Taka-Töölö es un distrito del norte junto a los distritos de Meilahti y Laakso. 
Töölö fue construido en entre 1920 y 1930, cuando la población de Helsinki empezó a aumentar y se hizo necesaria la construcción de más viviendas. Antes, la región estaba cubierta por granjas y bosques.
Töölö siempre ha sido respetado como un distrito y los precios de los apartamentos son altos, especialmente en Etu-Töölö. Tiene muchos parques, incluyendo el gran Töölönlahti. También presenta una importante actividad cultural. Cuenta con la Ópera Nacional, el Museo Nacional de Finlandia, el Museo Animal y muchas galerías de arte.
- Datos: Q520367
- Multimedia: Töölö / Q520367